# پاولیوس یانکوناس
پاولیوس یانکوناس (انگلیسی: Paulius Jankūnas؛ زادهٔ ۲۹ آوریل ۱۹۸۴) بازیکن بسکتبال اهل لیتوانی است.
وی در مسابقات کشوری و بین‌المللی در مجموع برندهٔ ۱ مدال طلا، ۲ مدال نقره، ۳ مدال برنز شده‌است.